# Tat Ali
Der Tat Ali  ist ein Schildvulkan in Äthiopien, der sich in dem sogenannten Tat-Ali-Bereich, östlich des Afrerasees befindet. Er entstand während des frühen Holozäns. Er besteht aus verschiedensten Gesteinstypen. In der Umgebung des Vulkans haben von Nordwesten nach Südosten ausgerichtet Spalten zu Lavaflüsse geführt. Die Spalten nordöstlich des Afrerasees existierten bereits vor der Entstehung des Vulkans. Die Senke im Gipfelbereich ist ein Gebiet fumarolischer Aktivität und ist mit basaltischer Lava gefüllt. Zwischen dem Tat Ali und dem Afrerasee befindet sich der Borawli.